# Trupanea insularum
Trupanea insularum är en tvåvingeart som först beskrevs av Becker 1908.  Trupanea insularum ingår i släktet Trupanea och familjen borrflugor.
Artens utbredningsområde är Kanarieöarna. Inga underarter finns listade i Catalogue of Life.